# 南希·米特福德
南希·弗里曼-米特福德CBE（1904年11月28日—1973年6月30日），又名南希·米特福德（Nancy Mitford），英国小说家、传记作家和记者，米特福德六姐妹之一，是两次世界大战期间伦敦名利场上“镀金青年”的代表人物。她的作品多批判英国和法国上流社会纸醉金迷物欲横流的生活，言辞犀利；她还以撰写通俗历史人物传记而著称。
作为大卫·弗里曼-米特福德，雷德斯代尔男爵二世的长女，南希度过了一段优渥愉快的童年。在1931年出版第一部小说之前，她受过私立教育，接受过作家培训，但没有击起什么水花。她的两部战后半自传小说《逐爱》 （1945）和《恋恋冬季》 （1949）奠定了她的文学声誉。
南希与彼得·罗德(1933) 双方对彼此的婚姻都不满意，他们在长期分居后于1957年离婚。第二次世界大战期间，她与自由法国军官加斯顿·帕莱夫斯基相恋，帕莱夫斯基是她的一生所爱。战后，南希在法国定居直到去世。在法国期间，她仍与在英国的朋友保持联系，信件往来，定期聚会。
20世纪50年代，南希提出了“U”（上流社会语）和“non-U”（非上流社会语）的概念，即从日常言语使用的词语来识别一个人的社会身份及地位。这原本只是她的一个玩笑，但没想到很多人都当真了，并把她当作礼仪教养的权威。
她的晚年苦乐参半。事业上，她撰写的的庞巴度夫人、伏尔泰和路易十四的人物传记取得巨大成功；然而，情感生活上，她与帕列夫斯基关系的最终破裂。60年代后期，她的健康状况每日愈下，忍受了数年的病痛折磨后，于1973年去世。

## 家庭

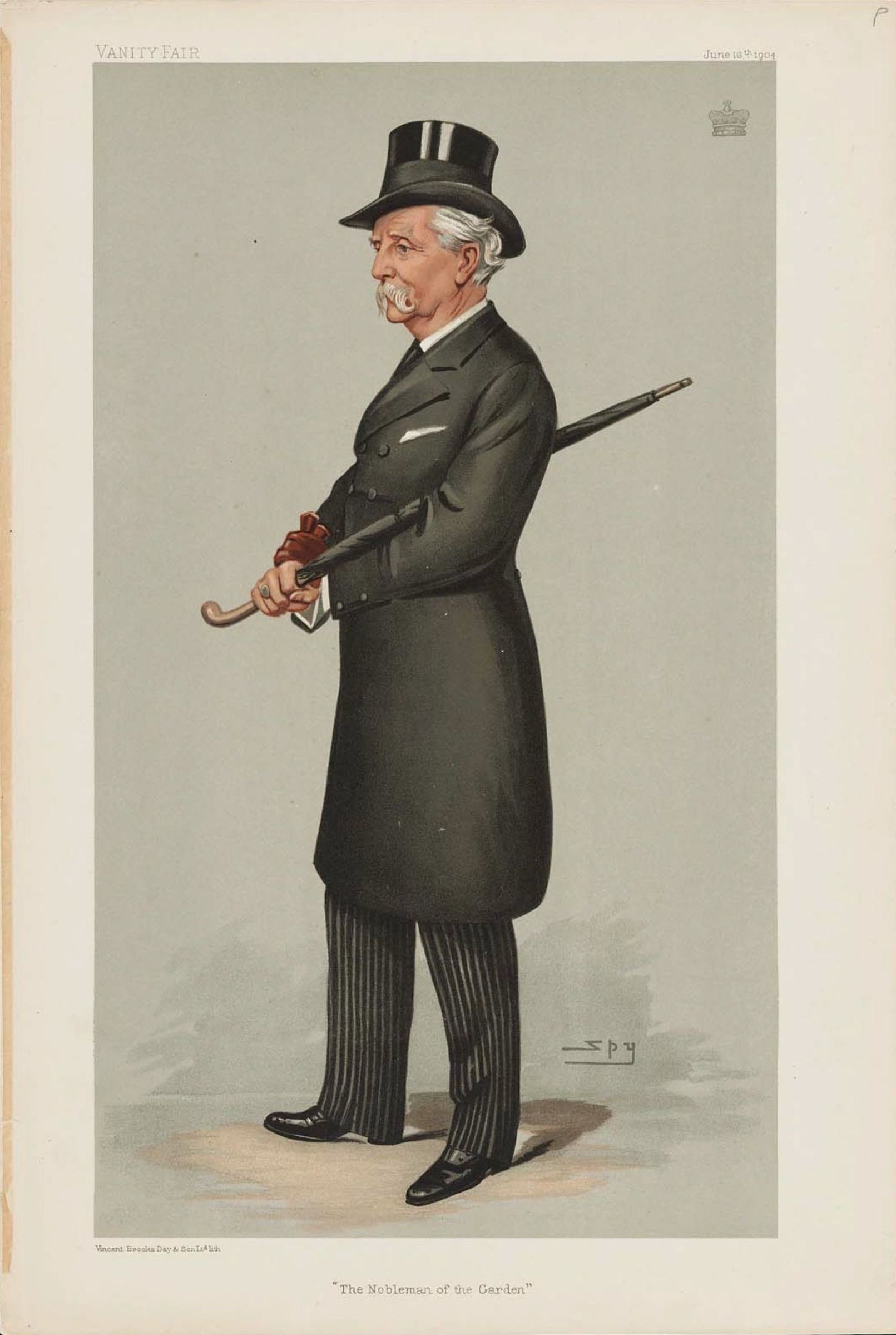
“伯蒂”米特福德，雷德斯代尔男爵，绘制于1902年

米特福德家族的历史可以追溯到诺曼时代，约翰·德·米特福德爵士在诺森伯兰拥有一座米特福德城堡。14世纪末到15世纪初，约翰爵士担任过几个重要的公职，从此米特福德家族世代为官。18世纪，威廉·米特福德 ( William Mitford ) 作为古典历史学的领衔人，主要研究古希腊史。 他的曾孙阿尔杰农·伯特伦·米特福德 ( Algernon Bertram Mitford ) 生于1837年，又称“伯蒂”，是一名外交官和旅行家，1874至1880年间，在迪斯雷利二世的内阁部下工作。1874年，他与艾尔利伯爵十世，大卫·奥格威的二女儿克莱门蒂娜结婚，该联姻使米特福德家族开始结识英国的名门望族。克莱门蒂娜的姐姐布兰奇·奥格维嫁给了亨利·蒙塔古·霍齐尔爵士，霍齐尔爵士曾入伍为兵，后来经商。四个孩子中，克莱门汀（“克莱米”）在 1908 年嫁给了后来的英国首相温斯顿·丘吉尔；内莉则是嫁给了伯特伦·罗米利。 由于霍齐尔爵士和布兰奇的私生活都很混乱，尽管名义上霍齐尔爵士是克莱米的父亲，但历史学家和家族都认为克莱米不是其亲生女儿。布兰奇在克莱米出生前不久曾告诉她的朋友伦敦德里夫人，孩子的父亲是她的妹夫伯蒂·米特福德，但大多数历史学家认为，克莱米的父亲另有其人。
伯蒂·米特福德有五个儿子和四个女儿。在他的堂兄去世后，他继承了丰厚的财产，并辞去了在政府的公职。继承的条件是改姓为“弗里曼-米特福德”。而后他重建了位于格洛斯特郡的家族乡间别墅巴茨福德宅邸 。19世纪90年代，他曾短暂担任保守党议员。除此之外，他还沉迷于读书、写作和旅行。家族的贵族头衔曾于1886年断代，1902年他又重新被晋封为雷德斯代尔男爵一世。 

## 童年

### 亲子关系
南希·米特福德的父亲大卫·伯特伦·奥格威·弗里曼-米特福德生于 1878年3月13日，是伯蒂·米特福德的次子。大卫在锡兰经营了几年茶园，后参加了1899年至1902年的第二次布尔战争，不幸受了重伤。1903年，他与托马斯·吉布森·鲍尔斯的长女悉尼·鲍尔斯订婚。悉尼是一名记者、编辑，同时是杂志创办人，其出版的刊物包括著名的《名利场》和《女士》。他们于1904年2月16日结婚，之后住在伦敦西部格雷厄姆街租的房子里。鲍尔斯为他的女婿提供了一份工作，即《女士》杂志的业务经理，然而大卫对阅读兴趣不大，对商业更是一无所知。南希·米特福德的传记作者赛琳娜·黑斯廷斯提到，“一个不那么令人愉快的职位……简直无法想象。”  他在这个职位上待了 10 年。大卫和悉尼的第一个孩子于1904年11月28日出生，他们原本给她取名为露比，但后来改变了主意，最终取名为南希。

### 青春期
南希由保姆和女仆进行日常抚养和照顾。早些时候，悉尼认为不能对孩子发脾气，也不应该纠正孩子的行为。这样的育儿思想致使南希变得以自我为中心，任性妄为。黑斯廷斯写道，她的青春期总是“咆哮，充斥着怒火”。就在她三岁生日前夕，她的妹妹帕梅拉出生了，保姆对妹妹的悉心照料加剧了南希的怒火，因此在童年时期，她总是对妹妹发泄心中的不满。
1909年1月，弟弟汤姆出生，1910年6月，妹妹戴安娜出生。1910年夏天，为了减轻保姆照料孩子的负担，南希被送去了附近的弗朗西斯赫兰德学校，这便是她接受的所有正规学校教育。同年秋天，全家搬到了肯辛顿维多利亚路的一栋更大的房子，之后南希一直由家庭女教师进行辅导。 每年夏天不是在白金汉郡海威科姆附近的乡间别墅，就是在巴茨福德宅邸与雷德斯代尔祖父母一起度过。1913至1914年冬天，大卫和悉尼前往加拿大淘金，据说大卫在安大略省斯瓦斯蒂卡镇买下了一块土地。他们的第五个孩子就是在这里怀上的，于1914年8月8日在伦敦出生，取名尤尼蒂。

### 战争、巴茨福德宅邸和阿斯霍尔庄园
1914年8月4日第一次世界大战爆发，大卫重新加入部队，很快转移到了法国。1915年5月，大卫的哥哥克莱门特在第10皇家骠骑兵团服役时牺牲，大卫从而继承了雷德斯代尔男爵的头衔和土地。1916年8月17日伯蒂·米特福德去世，仍在前线的大卫成为了雷德斯代尔男爵二世。悉尼很快住进了巴茨福德宅邸，尽管其中大部分经久未用，她仍精心地打理这个房子。孩子们可以在宅邸和庄园里尽情玩耍，也可以在书房里一起上课。但这让南希感到沮丧，她的活跃与智慧仍需激发出来。她花了很多时间在宅邸的书房里读书，根据黑斯廷斯写的传记，她的知识是在那奠定了基础。

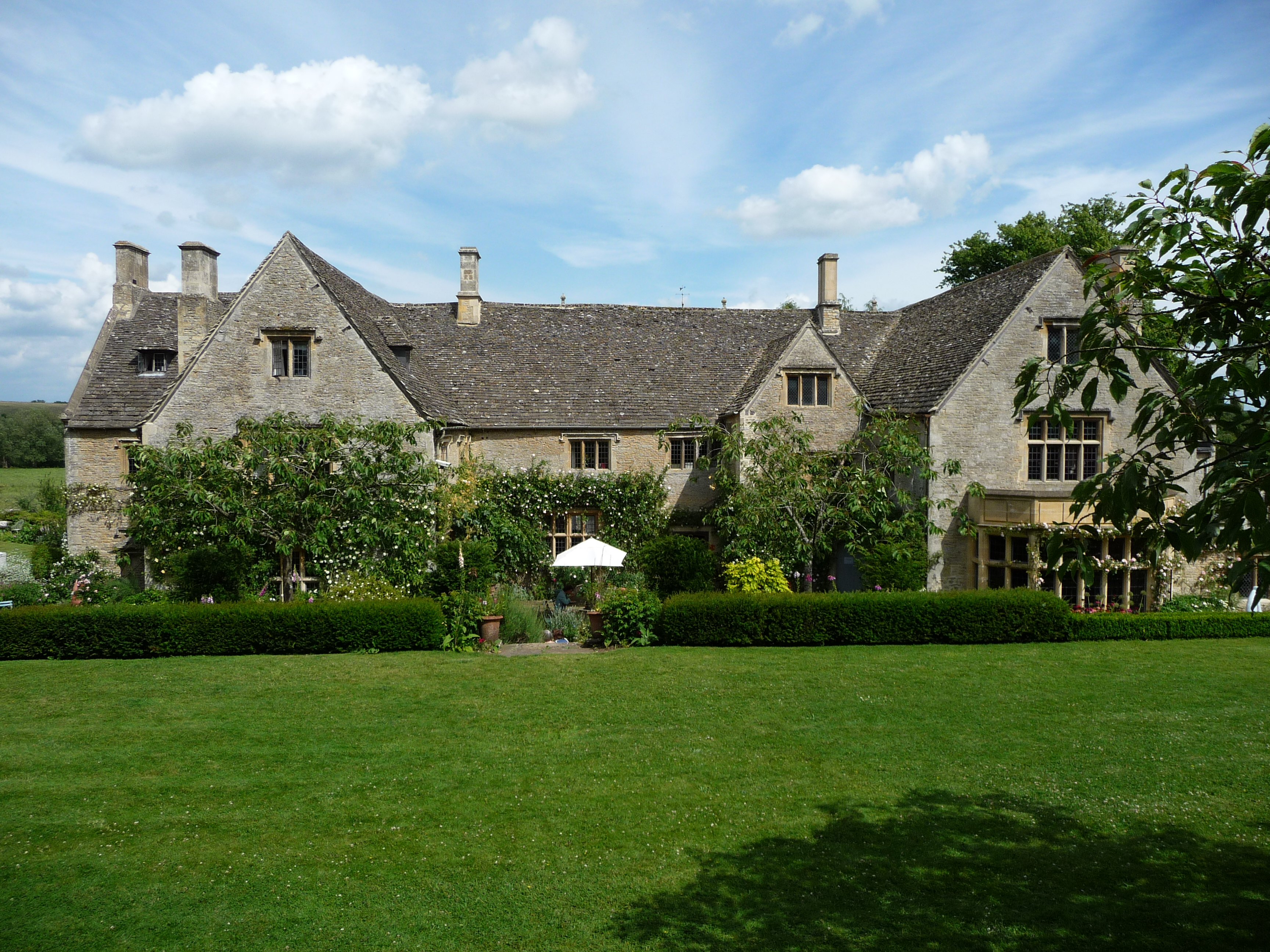
阿斯霍尔庄园，米特福德家族在 1919至1926年间的住宅

雷德斯代尔拥有的资产广阔，但不景气。战争结束时，雷德斯代尔男爵决定出售巴茨福德庄园，将逐渐壮大的家族（第五个女儿杰西卡·米特福德于1917年9月出生）搬到不那么奢侈的住所。这座房子最终在1919年初被卖掉，连同其中的大量物品，让南希大失所望的是，书房里的书也一同被卖掉了。新的居所阿斯霍尔庄园，是牛津郡斯温布鲁克附近的一栋詹姆斯一世时期雅克布风格的豪宅。这原本只是当作修建另一栋房子时暂时的容身之所。米特福德家族在阿斯霍尔庄园住了七年，这也成为南希后来在她的半自传体小说中描绘的许多家庭场景的原型。
对南希来说，成长是艰难的。无法与年龄相近的妹妹帕梅拉亲近起来的她，对弟弟妹妹感到厌烦和恼怒，并通过取笑和折磨他们来发泄自己的情绪。她的嘲弄无疑是残忍的，为此以汤姆为首的其他孩子组成了“反南希联盟”。但她的侄子亚历山大·莫斯利后来回忆，她的嘲弄也是“一种高度磨练的武器，让极具竞争力、聪明、充满活力的姐妹们井井有条...这是她的一种自我保护手段。”她与兄弟姐妹的关系并非都是敌对的，为了逗他们开心，她创办了《锅炉》杂志，并亲自为该杂志撰写了有趣而可怕的谋杀故事。
在多年请求去正规学校上学后，1921年南希终于获得了在哈瑟罗普寄宿学校上学的机会。哈瑟罗普是一所为名门望族的千金们开设的非正式私立学校。劳拉·汤普森 在她为南希撰写的传记中写道，哈瑟罗普与其说是一所学校，“更像是对初次登名利场的简单演习”。南希在这里学习法语和其他科目，参加有组织的活动，并加入了女童军。这是她第一次离家生活，她享受其中。第二年，她被允许陪同其他四个女孩去巴黎、佛罗伦萨和威尼斯进行文化之旅；她的家书里充满了对这些景点和珍宝的惊叹：“我不知道我竟如此着迷这些画作...如果我拥有属于自己的房间，我会把它变成一个画廊”。 

## 名利场初次亮相的名媛
1922年11月南希18岁生日时举行了盛大的“亮相”舞会，这标志着她开始步入上流社会。1923年6月，她在白金汉宫向国王乔治五世正式地进行自我介绍，标志着她在名利场上的正式“亮相”，可以参加伦敦社交季的舞会和聚会。在接下来的几年里，她大部分时间都在参加一系列社交活动，结识新朋友，并与20年代伦敦的“镀金青年”打成一片。南希说“世界一片黑暗，黎明带来了光亮”。1926年，阿斯霍尔庄园终于被他人收购。然而斯温布鲁克的新房子准备就绪时，家里的所有的女性前往巴黎待了三个月，黑斯廷斯说，正是在这段时间里南希开始了与法国的“终生之缘”。
南希告诉她的弟弟汤姆，她在伦敦交的新朋友伊夫林·加德纳“和一个叫伊夫林·沃的男人订婚了，我认为他的写作很不错”。她后来和沃保持了很长一段时间的友谊。虽然她现在已经成年，但她的父亲仍对她的大多数男性朋友都怀有强烈的敌意，因为这些人表现得轻浮、自恋和柔弱。其中就有哈米什·圣克莱尔·厄斯金，是罗斯林伯爵五世的次子，牛津本科生，比南希小4岁。根据黑斯廷斯的描述，他是所有人选中最不合适的，“所有花蝴蝶中最闪闪发光、最自恋的”，无疑也是最有可能得罪雷德斯代尔男爵的人。尽管厄斯金是同性恋（南希可能不知道这一点），两人于1928年相遇并非正式地订婚了。家人和朋友都不看好这段关系，沃甚至建议她“好好打扮一番，找一个更好的男人”，但这段关系断断续续地持续了好几年。

## 初出茅庐的作家
除了父亲提供的微薄津贴，为了赚取更多的生活费，南希在沃的鼓励下开始写作。她最开始是在社会杂志的八卦专栏中尝试匿名投稿，偶尔发表署名文章。1930年，《女士》杂志聘请她撰写定期专栏。同年冬天，她开始创作长篇小说《高地舞》，书中的角色大多以她的朋友、熟人和家人为原型，讲述了一群人参加了一场苏格兰家庭聚会从而引发一系列混乱的故事。 这本书1931年3月刚出版时并没有引起反响，于是她立即开始创作另一本《圣诞布丁》，由她的密友马克·奥格尔维-格兰特配图。与早期的小说一样，情节围绕“镀金青年”与传统贵族之间的冲突展开。“波比·波斌”这一角色显然有哈米什·厄斯金的影子，而约翰·贝杰曼则是配角波比的家庭教师的原型。因为书中的人物极具辨识度，雷德斯代尔夫人认为这本书不适以南希自己的名义出版。
厄斯金和南希之间的恋情剪不断理还乱。虽然她经常对这段关系感到绝望，但她拒绝了其他人的求婚，说她“非哈米什不嫁”。她的妹妹戴安娜于1928年与布莱恩·吉尼斯结婚，婚后育有两子。然而1932年，戴安娜卷入了一场家庭丑闻，她背弃了她的丈夫，做英国法西斯联盟领导人奥斯瓦尔德·莫斯利爵士的情妇，而莫斯利爵士本人已婚并育有三个孩子。这件事使南希当时的境地雪上加霜，但她是家族中唯一一个向戴安娜提供帮助的人，定期拜访她并向她传达家里的最新消息和社会八卦。1933年6月，她与厄斯金的恋情戛然而止，因为厄斯金告诉她，他打算娶一位伦敦银行家的女儿。在他们分手后的最后一封信中，南希写道：“我想，你的灵魂还是爱我的，我们会有孩子，然后相依到老，一起回顾相爱的时光”。 

## 婚姻、写作和政治生活

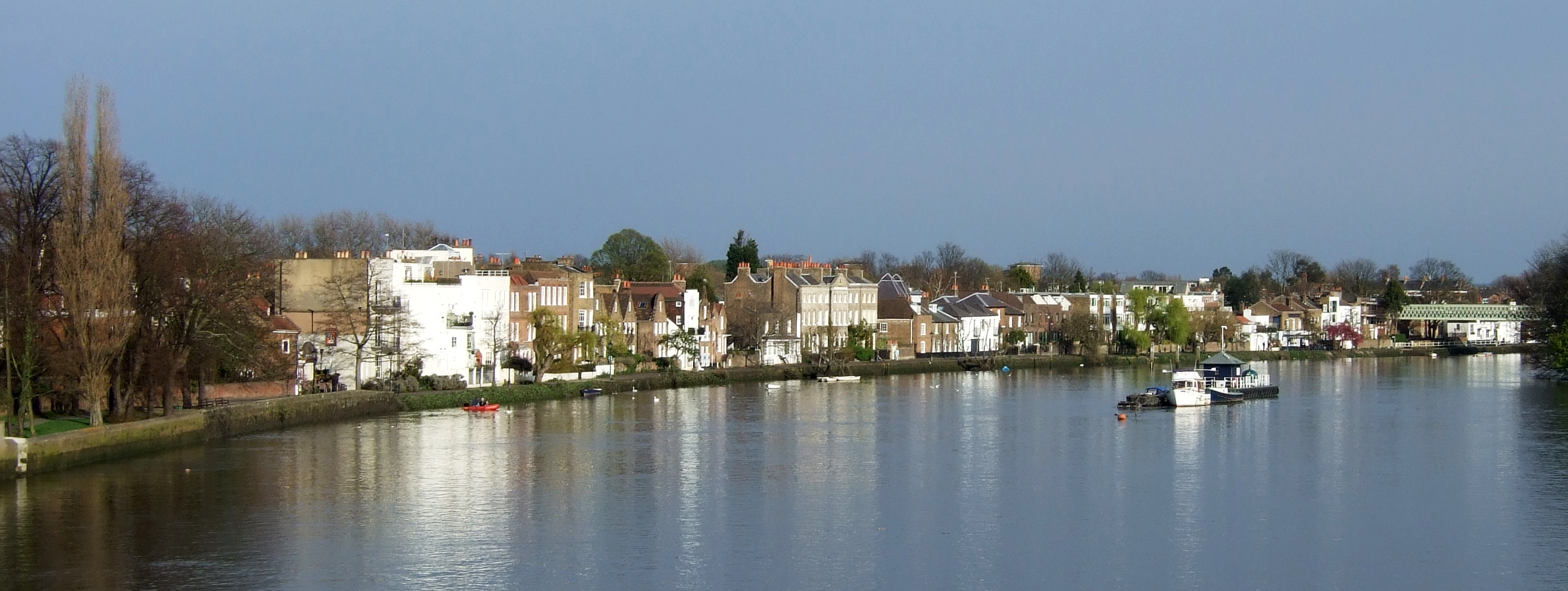
从基尤桥看绿地河滨

厄斯金离开不到一个月，南希就宣布与伦内尔·罗德爵士的次子彼得·罗德订婚。伦内尔·罗德爵士是一位外交官、政治家，在同年被封为伦内尔男爵。 据南希的朋友哈罗德·阿克顿说，彼得·罗德是“一个前途无量的年轻人......无论选择从事什么职业，才华横溢的他都将在相应领域取得成功。”其他传记作者将他描述为不负责任、 背信弃义、令人厌烦的人，并且无法保住一份稳定工作，他还被认为是伊夫林·沃作品《黑色恶作剧》中寡廉鲜耻、毫无道德底线的巴兹尔·希尔一角的原型。 南希·米特福德与彼得·罗德于1933年12月4日结婚，在此之后他们定居于伦敦西郊的村庄绿地河滨的别墅。然而，米特福德新婚的喜悦很快就被家庭财务压力、彼得的无能和她对夫家的厌烦消磨殆尽。
1934 年，南希开始创作第三部作品《大打出手》 ，以讽刺奥斯瓦尔德·莫斯利爵士发起的法西斯主义“黑衫”运动。南希本人曾于1931年短暂地接触过莫里斯创立的新党，但这一兴趣并不持久，她很快转为英国法西斯联盟和法西斯主义的强烈反对者。 这部讽刺小说于 1935 年发表，书籍封面由毕普·佩尔斯 绘制。小说对当时的政治风向并未产生太多影响，却得罪了米特福德的两个妹妹，戴安娜和尤尼蒂，因为她们是莫斯利法西斯运动的拥护者，还是德国独裁者阿道夫·希特勒的忠实信众。后来，戴安娜与南希和解，但南希与尤尼蒂姐妹关系的裂痕从未愈合，因为南希以她为原型塑造了一个可笑的角色尤金妮娅·马尔曼斯。 
至1936年，米特福德的婚姻只剩一具空壳。彼得·罗德与朋友的妻子有染，这段婚外情一直持续到1937年。同年，米特福德家19岁的妹妹杰西卡与表弟埃斯蒙德·罗米利私奔，举家震惊。 埃斯蒙德·罗米利曾是惠灵顿公学的学生，他公开声称自己是共产党人，且在西班牙内战中作为共和党参战。 这对年轻的情侣被查出滞留于西班牙的毕尔巴鄂，于是南希·米特福德前去接他们回家，但未能成功说服二人。随后，杰西卡与埃斯蒙德于1937年5月成婚。 
从1937年冬到1938年，南希主要编辑了奥尔德利的斯坦利的书信，此人是与她同属曾祖母布兰奇·艾尔利一支的表兄。 南希告诉她的朋友罗伯特·拜伦，由于她全心投入到这一书信项目之中，每天有九到十个小时伏案工作，丈夫对此十分不满，夫妻关系进一步恶化。 1938年夏，南希发现自己怀孕了，她希望自己能生个女孩，并说：“很难想象一间房子里能容下两个彼得·罗德这样的人。”然而，她在九月就流产了。  1939年初，彼得前往南法与救援组织合作，帮助在西班牙内战最后阶段从弗朗西斯科·佛朗哥为首的西班牙国民军中逃离的数千名西班牙难民。 1939年5月，南希加入了他的行列，并在组织中作为救援人员服务了数周。 她被眼前的场景深深地震撼了：“我这辈子从未流过这么多眼泪。” 这几周的经历让南希的反法西斯立场愈发坚定，她甚至写道：“为了阻止这种病态的势力蔓延，我情愿与魔鬼为伍。” 
南希·米特福德反对家庭内部极端的政治主张，是一位温和的社会主义者， 然而，她的一些作品，比如她为斯坦利书信集撰写的导言，以及她于1955年写作的有关“上流-非上流”的文章，都坚定地捍卫着在其成长历程中如影随形的贵族传统和价值观。

## 第二次世界大战
自1939年9月第二次世界大战爆发，米特福德家庭因政见不同而分崩离析。南希和丈夫罗德支持战争中的同盟国阵营，妹妹杰西卡及丈夫罗米利一家动身迁往美国。余下的家庭成员要么寄希望于英德之间关系变缓，要么像妹妹尤尼蒂一样，公开支持纳粹。战争爆发时，尤尼蒂身处慕尼黑。绝望之下，尤尼蒂试图开枪自杀，但未能成功。随后，她经由中立国瑞士被遣送回家。莫斯利与戴安娜·米特福德于1936年秘密成婚，以国防条例第18B条款为依据被拘留。南希，一个坚定的反法西斯主义者，向英国情报机构军情五处如此形容她的妹妹：“一个冷酷而精明的利己主义者，一个狂热的法西斯主义者和希特勒的崇拜者，打心底里盼望英格兰崩溃和民主制度垮台”。1939年至1940年间，二战处于静坐战阶段，南希曾短暂地担任过空袭预防局的司机，随后又在帕丁顿的急救站轮岗。 她将这些经历写入了她的第四部小说，以间谍为主题的喜剧故事《鸽子派》。这部小说由哈米什·汉密尔顿出版社于1940年3月出版，然而彼时被战争阴云笼罩的社会对轻松愉悦的战争讽刺题材毫无兴趣，因而销量惨淡。

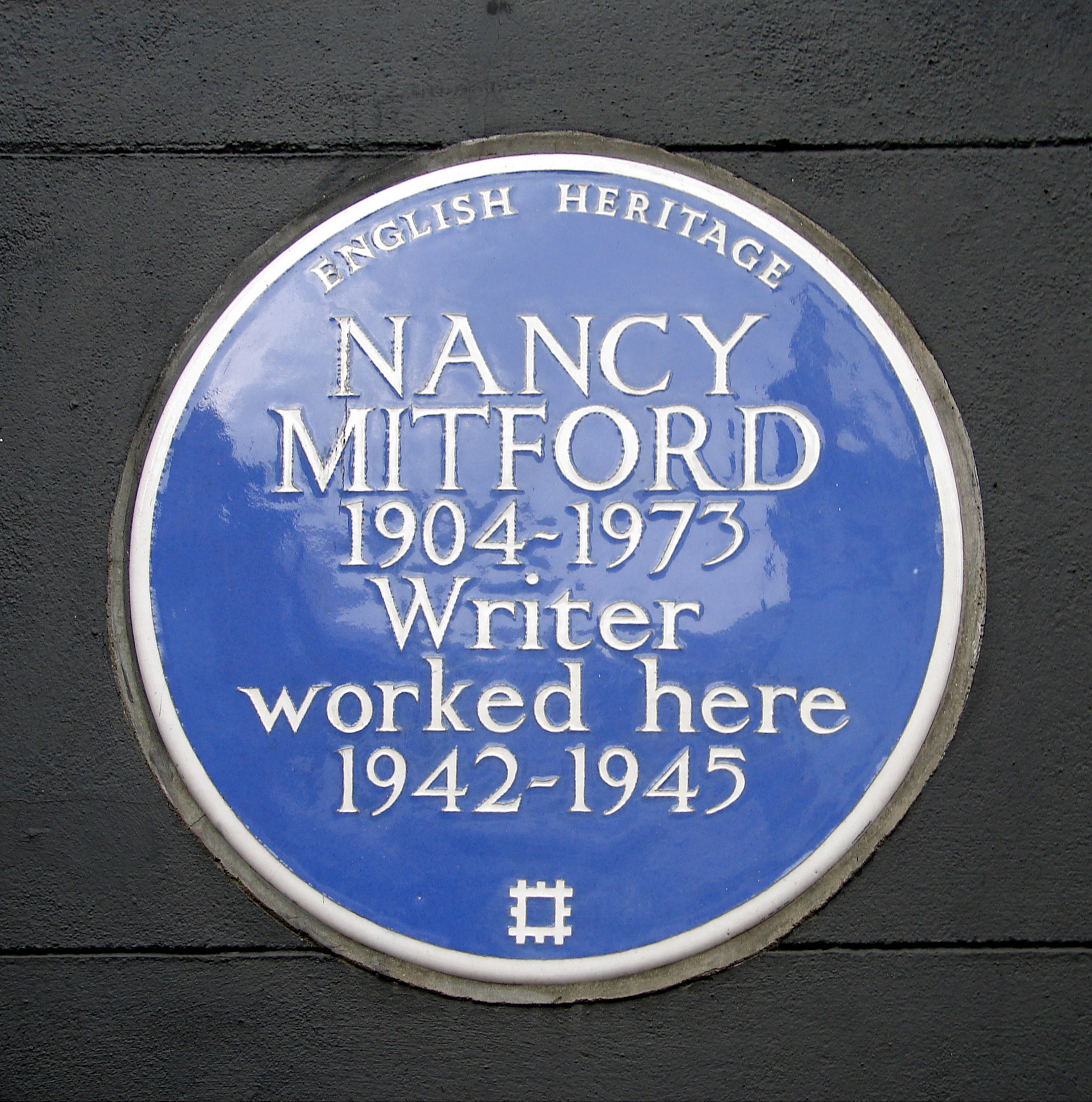
寇松街上，海伍德山书店门口的纪念牌

1940年4月，南希第二次流产。不久后，罗德被派遣至威尔士卫队，动身前往海外，留南希独自居住在伦敦。伦敦大轰炸期间，她搬到鲁特兰门的别墅居住。别墅的主楼被征用来收留从战场东线轰炸区撤退的犹太难民家庭。南希花了大量时间照顾这些人，并形容他们“十分勤劳，讲卫生且心怀感恩”。她与一名自由法国的官员安德烈·罗伊有一段短暂的婚外恋情，并因此第三次怀孕。1941年，南希的第三次流产引发了并发症，并接受了子宫切除。痊愈后，她在清闲中无所适从，于是在寇松街的海伍德山书店担任助理。这里成为了南希每天的主要活动地点，并成为了伦敦文人墨客以文会友的心仪之地。 1942 年 9 月，她与加斯顿·帕莱夫斯基相识，他是一名隶属于戴高乐将军伦敦参谋部的法国上校加斯顿·帕莱夫斯基。帕莱夫斯基深深吸引了南希，为她的创作带来了大量的灵感，并从此成为其一生挚爱，尽管她的深情并未获得充分的回应。由于南希非常有名，他们的恋情一直低调进行，直到1943年帕莱夫斯基前往阿尔及利亚。自此直到战争结束前，帕莱夫斯基只有零星的机会回到英国，二人的感情主要靠书信和电话维系。
《鸽子派》的惨淡销量打击了南希写作的热情。然而，在好友伊夫林·沃的鼓励下，她于1944年再次开始准备创作新书。1945年3月起，她向书店请假三个月进行写作。 《逐爱》是一部带有浓厚自传色彩的爱情喜剧小说，其中出现了大量明显以南希的亲友为原型的角色。在此期间，她惊闻弟弟汤姆·米特福德牺牲于缅甸前线战场的噩耗， 但仍专注地完成了这部小说。同年9月，她前往巴黎。表面上，此行的目的是建立海伍德山书店的法国分店；实际上，她希望与彼时是戴高乐战后临时政府成员的情人缩短异地距离。 1945 年 12 月，她返回伦敦，着手《逐爱》的出版事宜。传记作家赛琳娜·黑斯廷斯写道，“这本书一上市便大获成功……经受了漫长战争岁月的艰难困苦之后，这个浪漫的故事无疑为大众注射了一剂营养素，其成分正是大家喜欢的：爱、童年与英国上流社会生活。”出版不到一年，《逐爱》便售出了20万册，奠定了南希·米特福德畅销书作家的地位。

## 搬到巴黎
在战争结束之际，罗德返回家中，但这段婚姻已经名存实亡。尽管夫妻二人仍保持着朋友般的关系，他们最终决定分开生活。1945年末法国之行后，南希再次产生了定居此处的想法，于是她在1946年3月从书店辞职，于4月离开伦敦，永久定居法国，再也没有回到英格兰居住。通过大量书信往来，她与自己的一大批朋友保持着联系。据赛琳娜·黑斯廷斯记录，她通过书信发展的诸多友谊，远远超过她通过正常社交交往所能达到的水平。

### 蒙赛尔街道
在巴黎的头18个月，南希多次更换住所，有着繁忙的社交活动，活动的中心是英国驻法大使达夫·库珀和他的名媛妻子戴安娜·库珀治下的英国大使馆。最终，南希在塞纳河左岸的蒙塞尔第七街道找到了一间舒适的公寓，并雇了一名女佣。公寓接近情人帕莱夫斯基的住所。安顿下来之后，她建立了一套自己的生活模式，并在接下来的20年里遵循这个模式度日，具体安排根据帕莱夫斯基的时间表调整。在社交、娱乐和工作之余，她定期访问英国的家人朋友，每年夏天在威尼斯度假。 
1948年，南希完成了一部新的小说，即《逐爱》的续集《恋恋冬季》，其中有同《逐爱》相似的乡间氛围，前书中的角色在新书中大量出现。《恋恋冬季》的反响比《逐爱》更好。众说纷纭中，伊夫林·沃给出了为数不多的客观评价：他指出，小说中的描写显示出了作者的卓然文采，而对话部分则显得笔力不足。  1950 年，南希译配了安德烈·鲁森的戏剧《小木屋》（La petite hutte），为该剧在伦敦西区的首映及卖座做好了铺垫。泰晤士报评价称，“剧中台词的风格乍一听口语化，实际上出人意料，处处彰显出米特福德女士的手笔。”该剧共在伦敦上演了1261场，每个月给南希·米特福德挣来了稳定的300英镑版税费。同年， 受《星期日泰晤士报》邀请，南希开设了持续四年的专栏。 从1951年起，她又开始了忙碌的创作生活，写作了第三部战后小说《祝福》。这也是一部半自传体爱情小说，但这一次，故事发生在巴黎，一名年轻的英国贵族女性嫁给了一个好色的法国侯爵。哈罗德·阿克顿称之为米特福德完成度最高的一部作品，其中“洋溢着她对法国的热情”。这一次，伊夫林·沃（在题词中，南希将这本书献给了他）对这本书没有批评意见，而是称赞它“极其出色，有趣可读，连贯完整，是南希至今写作的最佳作品”。
随后，米特福德着手写作第一部严肃的非虚构作品，即庞巴杜夫人的传记。新书于1954年3月上市后，评论家们的总体评价此书“具有很高的娱乐性，但不可被当作历史看待”。历史学家A·J·P·泰勒将南希对18世纪凡尔赛宫的描写与《逐爱》中虚构的乡间别墅阿尔康莱十分相似，南希本人对这一评价感到非常不满。 

### 《贵族义务》
1954 年，伯明翰大学的语言学教授艾伦·罗斯提出了“上流社会语”和“非上流社会语”这对概念，以区分英格兰不同社会阶层的不同语言风格。他在一本芬兰的学术期刊上发表了一篇文章，内含大量词汇作为说明，《逐爱》则被用作上流社会语的例证。着恶搞的精神，南希将这个“上流”和“非上流”的观点融入了她为杂志《邂逅》撰写的一篇有关英国贵族的文章中。尽管这仅仅是她文章的一小部分，它在1955年9月发表时仍然引起了巨大的轰动。很少有人能理解她的幽默，反倒有成百上千个人写信给南希，忧心忡忡地询问自己的言语是否太过装腔作势。这对概念在社会上掀起的焦虑和兴趣持续高涨，以至于哈米什·汉密尔顿在1956年翻印了他发表在一本名为《贵族义务》的小册子中的文章，这册书中还收录了  伊夫林·沃、约翰·贝杰曼、彼得·弗莱明和克里斯多夫·塞克斯等人的作品，这本书一经发表，反响甚佳。传记作家玛丽·洛弗尔写道，“‘上流’和‘非上流’成为了当时的流行语……南希成了好几代人眼中的礼仪裁判。”劳拉·汤普森指出，“上流”“非上流”或许是南希·米特福德最有名的标签，但讽刺的是，这个概念并非由她原创，而是她从别处借用来“开玩笑的”。

## 职业生涯晚期
1957 年 10 月，帕莱夫斯基被任命为法国驻意大利大使。由于他的政治和社会活动众多，南希与他见面的机会越来越少，最终减少到每年一次，除此之外，他们偶尔也互通书信。南希很大程度上隐瞒了她对这次分居的真实感受，然而她的朋友却注意到她越来“粗鲁”地取笑朋友，这也许是一种自我保护：“如果她直接告诉别人她不开心，人们会尽一切努力安慰她”。  1958 年 3 月，南希的父亲雷德斯代尔男爵去世。父亲火化后，她告诉姐姐杰西卡，“骨灰存放他以往从伦敦带回来的那种包裹里，用厚厚的牛皮纸裹着，打着优雅的结”。 

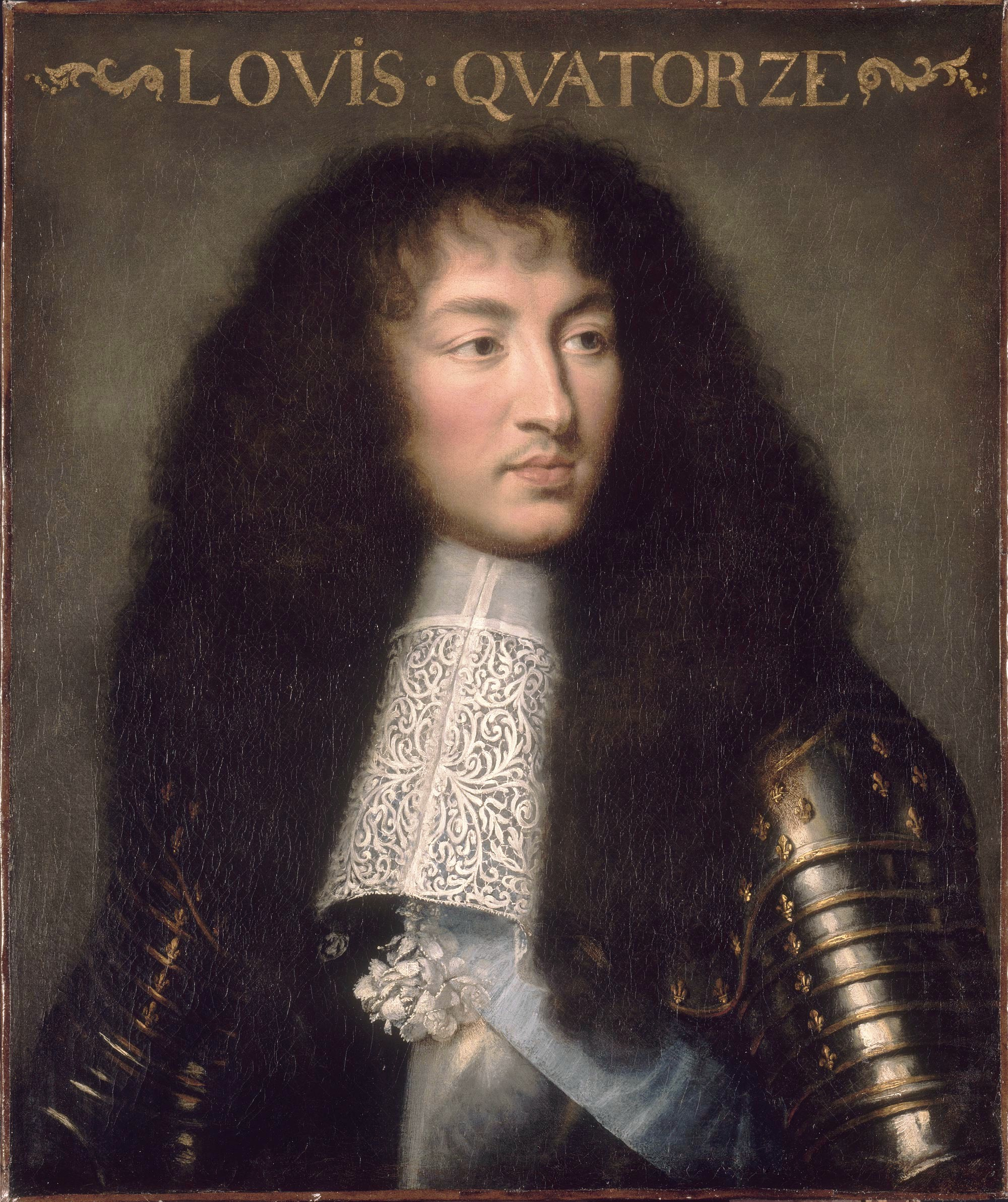
路易十四——南希备受赞誉的书《太阳王》的主题

与此同时，南希完成了她的最新著作《恋爱中的伏尔泰》 ，讲述了伏尔泰和夏特莱侯爵夫人之间的爱情故事。她认为这是她第一部真正成熟的作品，也是她最优秀的作品。  该书于1957年出版，持久畅销，引起了众评论家的重视，也得到了南希朋友们的高度赞扬。 然而，由于视力急剧下降而引起的头痛以及对自己可能失明的担忧，南希在写这本书时一度受阻。在拜访眼科医生帕特里克·特雷弗-罗珀 后，问题得到了解决，他给了她配了一副新眼镜：“能够长时间阅读真是太棒了。现在我才知道我在写伏尔泰时有多么的缺斤少两”。 然后她重新开始写小说，在《别告诉阿尔弗雷德》中，她复活了《逐爱》和《恋恋冬季》的叙述者范妮·温查姆，并将其作为英国大使的妻子置于巴黎的环境背景中。她早期小说中人们熟知的几个角色成为次要角色出现在此书中。这本书于 1960 年 10 月出版，受到读者的欢迎，收获的评价却很冷漠。南希的一些朋友不喜欢这本书，自此她决定不再写小说。 
1962 年 8 月，帕莱夫斯基被任命为乔治·蓬皮杜政府的部长，并重返巴黎。但这并不意味着他能与南希定期见面，或者更频繁地见面，相反，他继续与南希保持着一定距离。   1963 年 4 月，南希在英国参加她的堂兄安格斯奥格威与亚历山德拉公主的婚礼。一个月后，她的母亲雷德斯代尔夫人于5月25日去世，她回来参加葬礼。 南希告诉她的老朋友维奥莱特·哈默斯利，她的朋友们也在正值大好年华时去世。 伊夫林·沃就是其中一位，他于1966年4月10日去世。他的公众形象充满敌意，而南希却在其背后看到了他隐藏的善良和幽默， 并在他去世后称：“没有人记得伊夫林，因为他的一切都是笑话，一切”。 汤普森称他们的关系是“二十世纪最伟大的文学友谊之一”。 
在这些动荡中，南希继续写作。 1964 年，她开始撰写路易十四国王的传记《太阳王》。她的出版商决定将其作为一本插图丰富的“咖啡桌”书发行。该书于1966年8月出版，荣获众多褒奖。戴高乐总统向其内阁的每一位成员都推荐了这本书。  这时，南希与帕莱夫斯基的关系已经归于沉寂，她意识到最好的日子一去不复返了。 在房东施加的压力下——房租涨得离谱，她不得不离开她在蒙赛尔街的公寓，她决定离开巴黎，在凡尔赛给自己买房子。 

### 最后几年

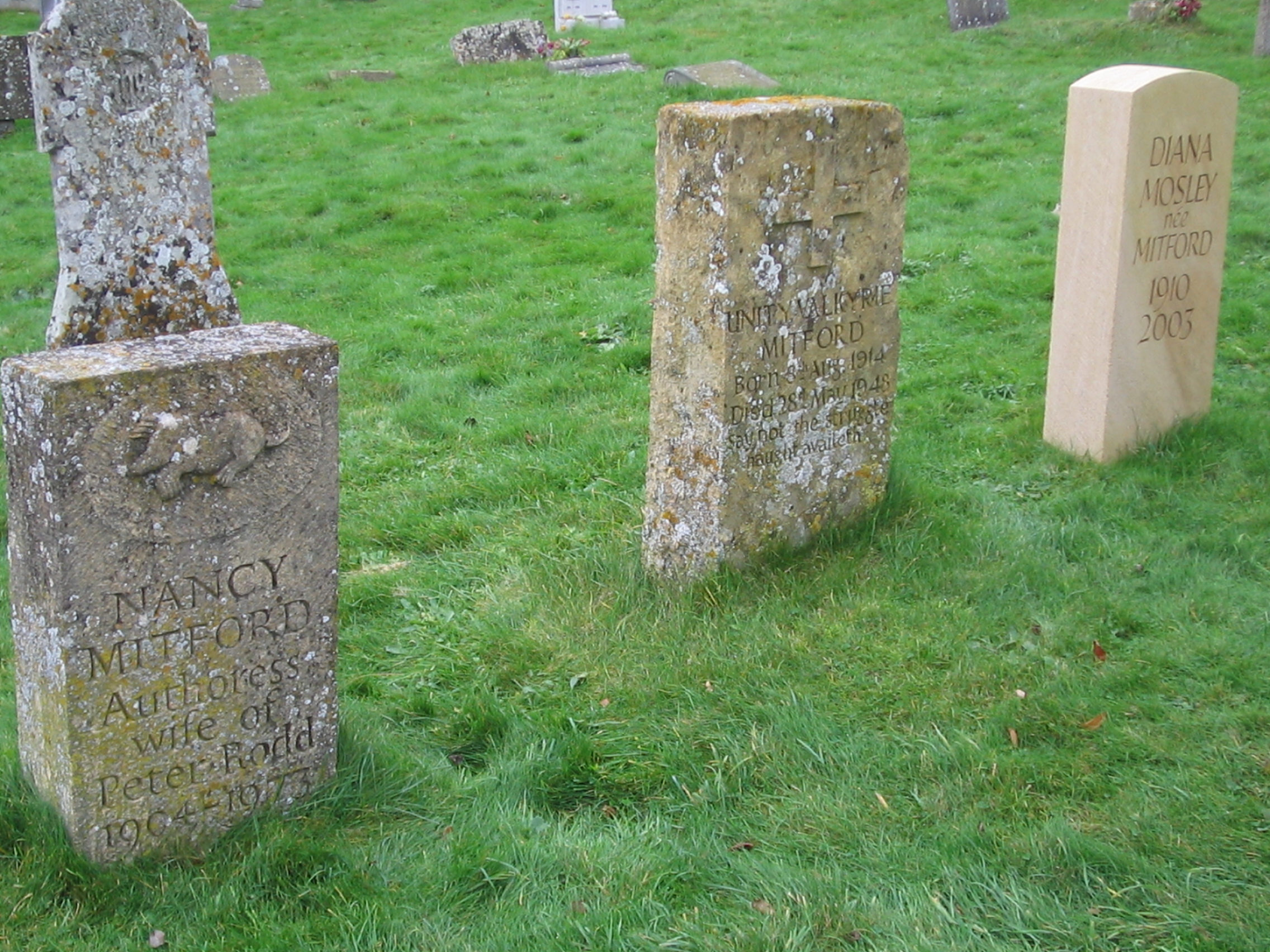
南希（左）(于2003年去世)、尤尼蒂（中）和戴安娜（右）在斯温布鲁克墓地的坟墓

1967 年 1 月，南希搬到了凡尔赛的阿图瓦街 4 号。这座简陋的房子带有一个半英亩（2023.4平方米）的花园，这很快成为她的一座小乐园。 1968年，她开始动笔撰写她的遗作，即腓特烈大帝的传记。 1969 年 3 月，她因疾病缠身不得不待在家里，并且从报纸上得知帕列夫斯基已与富有的离过婚的萨根公爵夫人结婚。尽管南希早就接受了帕列夫斯基永远不会娶她的事实，她还是被这个消息深深刺痛了，但却仍旧装出一贯的冷漠。 不久之后，她住进医院进行肿瘤切除手术。手术后，她继续饱受疼痛的折磨，但仍然坚持写书。1969 年 10 月，她去往东德游玩，参观了前皇家宫殿和战场。 她最终完成了这本书。1970年4月她又回到医院接受进一步的检查，然而既没有得到确切的诊断，也没有接受有效的治疗。 
《腓特烈大帝》于1970年下半年出版，反响平平。 尽管有一段时间，南希很享受姐妹和朋友们的来访，也乐得在花园里干些杂活，然而，她余下的岁月都被疾病所吞噬。 1972 年 4 月，法国政府授予她法国荣誉军团骑士勋章，同年晚些时候，英国政府授予她大英帝国司令勋章(CBE)。她欣然接受了前者，但对后者嗤之以鼻——她记得伊夫林·沃称这是一种“侮辱”，于是拒绝接受。  1972 年底，她前往伦敦的纳菲尔德诊所，在那里她被诊断出患有霍奇金淋巴瘤（一种血液癌症）。此后她又坚持了六个月，但却无法照顾自己，几乎一直处于痛苦之中，竭尽全力振奋精神。她写信给她的朋友詹姆斯·里斯-米尔恩：“很奇怪，如果不是因为疼痛难忍，走向死亡本该有许多有趣和迷人的一面”。 她于 1973 年 6 月 30 日在她位于 阿图瓦街的家中去世，并于凡尔赛宫火化，之后她的骨灰被带到斯温布鲁克墓地与她的妹妹尤尼蒂安葬在一起。 

## 著作

### 小说
南希不是科班出身的作家或新闻工作者；她的文体是非正式的，甚至是口语化的，就像她的书信一样，这一点在她战前的作品中体现得尤为明显。 她也许从她的外祖父托马斯鲍尔斯那里继承了与生俱来的机智和敏锐的表达能力。当托马斯鲍尔斯还年轻时，他在普法战争期间写的快讯被阿克顿称为“非常生动有趣”。 南希的小说取材于上流社会的家庭生活和风俗习惯，属于风俗喜剧类型。她的主人公通常是决心让生活变得有趣的聪明女性，她们的周围却都是古怪的人物——这些作品基本上都是自传体小说。  汤普森说，南希在 1930 年代初首先尝试写一部小说，这不足为奇，因为她的许多朋友都在这么做。他补充到，也许南希的出版商桑顿·巴特沃思“喜欢这个漂亮、善于交际的女孩的想法，以及她写作的文体风格”。 米特福德后来对她的战前小说感到尴尬。雷切尔·库克在 2011 年重新发行该书时表示她没有理由感到尴尬：“这本书有一种特殊的能量，它源于一位宁死也不愿让人感到无聊的作家的伟大献身，令人钦佩，让人无法抗拒。” 
评论家通常将南希的战后小说与早期的作品区分开来。库克将《逐爱》描述为“一部超越前作的完美小说”。 在阿克顿看来，这本书和它的姊妹篇《恋恋冬季》呈现了一幅完全真实的两次世界大战之间英格兰乡村别墅的生活画面，并且将长期被该时期的历史学家视作参考。 在这些后来的小说中，《每日电讯报》的佐伊·海勒称他在文中听到，在精细和巧思的背后，是“南希明白无误的颤音，在其明亮、轻快的节奏中，生命观的描述得以显现——既令人难以震惊又容易使人厌烦”。 这种更严肃的底色与她早期作品“明亮、脆弱、不可避免的转瞬即逝”的本质形成鲜明对比。  奥利维亚·莱恩在《卫报》中表示，他透过浅层的表面辨别出南希“对爱情的追求及对其后果的一种微弱而迷人的悲观主义”。 
《祝福》收获的评论更加两极分化。 伊夫林认为那些批评这本书的人是“懒惰的畜生……他们不忍心看到一个作家成长”。 菲利普·亨舍尔等人认为，虽然这部小说非常有趣，而且南希的“非凡声音”也没有减弱，但她对“法国特性”的把握逊色于对英国乡间氛围的描写，此外，她对法国文明的刻画无法令人信服。 与之相似，南希的最后一部小说《别告诉阿尔弗雷德》也获得了褒贬不一的评价，伊夫林再次称赞这是她最好的作品， 并“强烈要求续本”。 然而，持此观点的基本上只有他一人；其他评论家认为这本书的叙事框架不够清晰。一位美国评论家指出该书的重点不明：“到底发生了什么？读者能从头到尾分清哪些是伊顿人吗，即使他们被打败了？里面所有的现代建筑都是假的吗？上流社会的人真的这样说话吗？”  《泰晤士报文学增刊》对南希所有的虚构作品提出了类似的批评：“如果她更努力、更进一步摈弃业余的身份，削减魅力，超越她所知道的，或者说她所爱的世界，她是否会成为更好的小说家？ 

### 传记作品
南希在小说写作中培养的生动刻画人物形象的能力，在她的四部传记作品中得到充分体现。在第一部作品《庞巴度夫人》中，她听从了伊夫林·沃的建议，不是为了那些专家而写作，而是塑造“像斯特拉奇笔下的《维多利亚女王》中充满时代美感的大众生活”。 在她后来的传记作品中，这仍然是她的写作标准。她将《恋爱中的伏尔泰》描述为“一份金赛报告，记录他与德夏特莱夫人、圣兰伯特，以及德布弗勒夫人的偷腥……我可以接着写上好几页。” 阿克顿认为《太阳王》是英语作品中对这个主题最有趣的介绍。文学评论家西里尔·康诺利对南希的非正式写作风格发表了评论，认为她将毫无生气的原始资料转化为可读形式的文本，这也许是任何专业历史学家都羡慕的技能。 历史学家安东尼娅·弗雷泽认为南希对“自1950年以来历史和传记书籍销量的猛烈飙升”做出了重要贡献。 

### 新闻、信件和其他作品
南希并不认为自己是一名记者。尽管如此，她的文章很受欢迎，尤其是她为《星期日泰晤士报》撰写的有关巴黎生活的文章。汤普森将这个系列描述为“《山居岁月》的更复杂版本，将法国的画卷以英国读者喜爱的方式展现在他们面前”。 汤普森补充到，南希一直是一位优秀的作家，通过她自由的表达和幻想，她的真实性格体现在了书信之中。许多书信已集合成信件集并得以出版。《独立报》评论到，它们“令人愉悦，智慧的火花四处迸发，粗糙而有趣，不循礼节，让人耳目一新”。 

## 作品一览
（出版商详细信息仅适用于首次出版）

### 小说
- . 伦敦: Thornton Butterworth. 1931. OCLC 12145781.
- . 伦敦: Thornton Butterworth. 1932. OCLC 639867174.
- . 伦敦: Thornton Butterworth. 1935. OCLC 5728619.
- . 伦敦: Hamish Hamilton. 1940. OCLC 709966771.
- . 伦敦: Hamish Hamilton. 1945. OCLC 857990796.
- . 伦敦: Hamish Hamilton. 1949. OCLC 563596524.
- . 伦敦: Hamish Hamilton. 1951. OCLC 752807050.
- . 伦敦: Hamish Hamilton. 1960. OCLC 757838847.

### 传记
- . 伦敦: Hamish Hamilton. 1954. OCLC 432649137. Illustrated edition (1968)
- . 伦敦: Hamish Hamilton. 1957. OCLC 459588409.
- . 伦敦: Hamish Hamilton. 1966. OCLC 229419330.
- . 伦敦: Hamish Hamilton. 1970. ISBN 0-241-01922-2.

### 译作
- . 伦敦: Hamish Hamilton. 1951. OCLC 317377443. （剧本翻译和改编自安德烈·卢桑的《小房子》）

### 编著
- . 伦敦: Chapman & Hall. 1938. OCLC 408486.
- . 伦敦: Chapman & Hall. 1939. OCLC 796961504.
- . 伦敦: Hamish Hamilton. 1956. OCLC 219758991. 本书包括南希的论文《英国贵族》，首次发表于 1955 年 9 月的 《邂逅》。

### 信件集
- 莫斯利, 夏洛特 (编). . 伦敦: Hodder & Stoughton. 1993. ISBN 978-0-340-53784-8.
- 莫斯利, 夏洛特 (编). . 伦敦: Hodder & Stoughton. 1996. ISBN 0-340-63804-4.
- 莫斯利, 夏洛特 (编). . 伦敦: Fourth Estate. 2007. ISBN 978-1-84115-790-0.
- 史密斯, 约翰·索马雷斯 (编). . 伦敦: Frances Lincoln. 2004. ISBN 978-0-7112-2452-0.

### 其他作品
南希是一位高产的作家，她发表的文章、评论、散文和序言众多，其中一些作品发表在两本合集中：《水甲虫》（Hamish Hamilton，1962）和《惹恼的天才》（Hamish Hamilton，1986）。她翻译的拉斐特夫人的浪漫主义小说《克莱夫公主》于 1950 年在美国出版，但备受争议。 

## 信息说明
1. ↑  Although "Freeman-Mitford" was the family's surname after 1886, neither Nancy nor her siblings appear to have used it outside formal documents. All Nancy's published work bears the name "Mitford", she specified the name "Mitford" in her CBE citation, and her gravestone bears the shortened name.[1][2]
2. ↑  Mary Soames, daughter of Clementine and Winston Churchill, considers the most likely father of Clementine to have been William George "Bay" Middleton (1846–92), a Scottish landowner, horseman and possible lover of Empress Elizabeth of Austria. Soames suggests that Bertie Mitford may have been the father of Nellie, Clementine's younger sister.[10]
3. ↑  William Mitford's brother John Freeman-Mitford, Speaker of the House of Commons and Lord Chancellor of Ireland, had been ennobled as Baron Redesdale in 1802. The title had lapsed on the death of the first Baron's son.[12][13]
4. ↑  A sixth daughter, Deborah, was born in 1920. Hastings has recorded Lord Redesdale's disappointment that this final child was yet another girl; he had hoped for another son.[30]
5. ↑  Esmond Romilly was the son of Nellie, Clementine Churchill's younger sister, but rumours suggested that Romilly was actually the product of an affair between his mother and her brother-in-law, Winston Churchill. There was a distinct physical resemblance between the young Churchill and Romilly. In his biography of Romilly, Kevin Ingram rejects the suggestion of Churchill's paternity as unfounded, possibly invented by Nancy as a tease.[63][64]
6. ↑  In May 1940, after Hitler's invasion of the Low Countries, Esmond Romilly joined the Royal Canadian Air Force and after training as an observer was commissioned as a pilot officer. He was killed in November 1941 in the course of a bombing raid on Hamburg.[65]
7. ↑  Although she made a partial recovery and lived a further nine years, the damage to Unity was permanent. The bullet proved impossible to remove and eventually caused a fatal attack of meningitis.[73]
8. ↑  Diana was unaware of Nancy's role in her imprisonment until many years after the war. Both remained on affectionate terms during the remainder of Nancy's lifetime. However, in a television programme in 2001 Diana described her sister as "the most disloyal person I ever knew".[76][77]
9. ↑  The shop had been founded in 1936 by G. Heywood Hill. Mitford later bought a partnership in the business; her share was eventually passed to her nephew the Duke of Devonshire. Between 1995 and 2004, the shop sponsored a literary prize, which it revived in 2011 (in a revised form) to mark the bookshop's 75th anniversary.[81]
10. ↑  Tom, strongly pro-German, had requested that he be sent to Burma to fight the Japanese, rather than to fight against Germans.[84]
11. ↑  Rodd and Mitford were divorced in 1957, and he died in 1968.[87]
12. ↑  The terms "U and Non-U" entered the language permanently; Thompson argues that the notoriety associated with Noblesse Oblige came to haunt Mitford, partly by branding her in some eyes as a "super-snob" and partly by distracting attention from her serious writing. The Daily Telegraph's obituary in 1973 was headed: "Nancy Mitford, U and Non-U creator, dies at 68".[103]
13. ↑  Palewski had been conducting a simultaneous affair with another woman, a near neighbour of Mitford in Paris. In 1961 this woman bore Palewski's child. He assured Mitford that he had no intention of marrying the woman and saw no reason why his friendship with Mitford should not continue.[107]
14. ↑  Palewski had been conducting a simultaneous affair with another woman, a near neighbour of Mitford in Paris. In 1961 this woman bore Palewski's child. He assured Mitford that he had no intention of marrying the woman and saw no reason why his friendship with Mitford should not continue.[107]

### 米特福德家谱简图

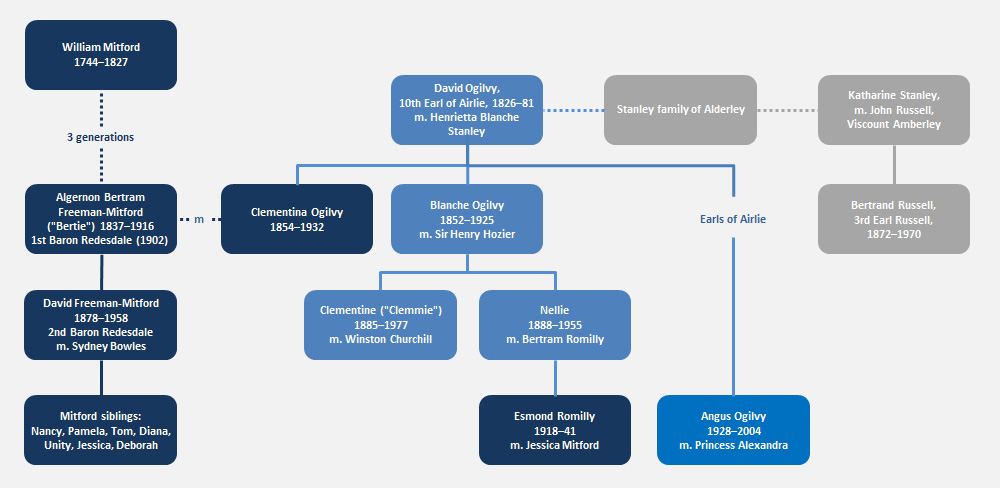
该图显示了米特福德家族通过联姻与其他家族的关系，其中包括罗素家族（贝德福德公爵），丘吉尔家族（马尔堡公爵），并通过亚历山德拉公主与英国王室建立了联系。黛博拉·米特福德嫁给了后来的德文郡公爵十一世，安德鲁·卡文迪什。

## 引用
1. ↑  Acton, pp. 232–34
2. ↑  Thompson 2003，第1頁
3. ↑  Burke, p. 282
4. ↑  Burke, p. 286
5. ↑  Wroth, W. W.; Taylor, J. S. (revised). .  online. 牛津大學出版社. 2004. doi:10.1093/ref:odnb/18860. 需要订阅或英国公共图书馆会员资格
6. ↑  Acton, pp. 2–4
7. ↑  Hastings, p. 2
8. ↑  Lovell, p. 25
9. ↑  Lovell, p. 533
10. ↑  Soames, Ch. 1: "Forbears and Early Childhood"
11. ↑  Gosse, Edmund; Matthew, H. G. C. (revised). .  online. 牛津大學出版社. 2004. doi:10.1093/ref:odnb/35048. 需要订阅或英国公共图书馆会员资格
12. ↑  Greer, D. S. .  online. 牛津大學出版社. 2008 [2004]. doi:10.1093/ref:odnb/18857. 需要订阅或英国公共图书馆会员资格
13. ↑  Sanders, L.C.; Matthews, H. C. G. (revised). .  online. 牛津大學出版社. 2009 [2004]. doi:10.1093/ref:odnb/18858. 需要订阅或英国公共图书馆会员资格
14. ↑  .  online. 牛津大學出版社. 2014. doi:10.1093/ref:odnb/24324. 需要订阅或英国公共图书馆会员资格
15. 1 2  Hastings, pp. 234–35
16. ↑  Lovell, p. 338
17. ↑  Hastings, pp. 4–5
18. ↑  Cochrane, Alfred; Matthew, H. C. G. (revised). .  online. 牛津大學出版社. 2008 [2004]. doi:10.1093/ref:odnb/32005. 需要订阅或英国公共图书馆会员资格
19. ↑  Hastings, p. 5
20. ↑  Hastings, p. 6
21. ↑  Lovell, pp. 16–17
22. ↑  Hastings, pp. 7–8
23. ↑  Hastings, p. 9
24. 1 2  Hastings, p. 10
25. 1 2 3 4 5  Hastings, Selina. .  online. 牛津大學出版社. 2015 [2004]. doi:10.1093/ref:odnb/31450. 需要订阅或英国公共图书馆会员资格
26. ↑  Hastings, pp. 15–17
27. ↑  Lovell, p. 32
28. ↑  . Commonwealth War Graves Commission.   [5 December 2013]. （原始内容存档于2018-09-02）.
29. 1 2  Hastings, pp. 22–24
30. ↑  Hastings, p. 7
31. ↑  Lovell, p. 42
32. ↑  Hastings, p. 33
33. ↑  Lovell, pp. 51–52
34. ↑  Alexander Mosley, quoted in Thompson 2003
35. 1 2  Hastings, pp. 37–38
36. 1 2 3 4 5 6 7 8 9 10 11 12 13 14 15 16 17 18 19 20 21 22 23 24 25 26  Thompson 2003
37. ↑  Mosley (ed.), pp. 16–17
38. ↑  Hastings, pp. 42–43
39. ↑  Byrne, p. 113
40. ↑  Hastings, pp. 46–49
41. ↑  Byrne, p. 118
42. ↑  Lovell, pp. 107–08
43. ↑  Acton, p. 28
44. ↑  Hastings, pp. 56–61
45. ↑  Hastings, p. 69
46. ↑  Mosley (ed.), p. 62
47. 1 2  Thompson 2003
48. 1 2  Hastings, p. 70
49. ↑  Hastings, pp. 71–72
50. 1 2  Lovell, pp. 147–49
51. ↑  Hastings, pp. 73–75
52. ↑  Hastings, pp. 76–77
53. ↑  Mosley (ed.), p. 90
54. 1 2  Lovell, pp. 150–51
55. ↑  Loraine, Percy. . Oxford Dictionary of National Biography Online edition.   [10 December 2013]. （原始内容存档于2016-03-06）.
56. ↑  Acton, p. 40
57. ↑  Sykes, p. 41
58. ↑  Hastings, pp. 87–91
59. ↑  Hastings, pp. 92 and 96–97
60. ↑  . trove.nla.gov.au.   [2022-12-10]. （原始内容存档于2022-12-10）.
61. ↑  Lovell, pp. 196–97
62. ↑  Hastings, pp. 105–10
63. ↑  Ingram, pp. 17–18
64. ↑  Lovell, p. 26
65. 1 2  Parker, Peter. .  online. 牛津大學出版社. 2014 [2004]. doi:10.1093/ref:odnb/60277. 需要订阅或英国公共图书馆会员资格
66. 1 2  Hastings, pp. 111–12
67. ↑  Hastings, p. 115
68. ↑  Hastings, pp. 116–18
69. ↑  Mosley (ed.), p. 116
70. ↑  Hastings, p. 95
71. ↑  Hastings, pp. 113–14
72. ↑  Hastings, p. 119
73. ↑  Davenport-Hines, Richard. .  online. 牛津大學出版社.  [2004 \year=2009]. doi:10.1093/ref:odnb/58824. 需要订阅或英国公共图书馆会员资格
74. ↑  Lovell, pp. 324–25
75. ↑  Reynolds, Paul. . BBC News. 14 November 2003  [16 December 2013]. （原始内容存档于2022-05-16）.
76. ↑  Thompson 2003，第167頁
77. ↑  Hastings, p. 131
78. ↑  Hastings, pp. 128–29
79. ↑  Hastings, p. 135
80. ↑  Hastings, pp. 133–41
81. ↑  Devonshire, Stoker. . The Spectator. 3 December 2011  [20 June 2016]. （原始内容存档于2022-01-20）.
82. ↑  Lovell, pp. 356–58
83. 1 2  Hastings, pp. 165–67
84. 1 2  Thompson 2003
85. ↑  Hastings, p. 168
86. ↑  Hastings, pp. 171–72
87. ↑  Hastings, pp. 204 and 232
88. ↑  Hastings, pp. 173–82
89. ↑  Acton, pp. 71–72
90. ↑  Hastings, pp. 221–22
91. ↑  Hastings, p. 189
92. ↑  Amory (ed.), p. 301
93. 1 2  Thompson 2003
94. ↑  . The Times. 24 August 1950: 6.
95. ↑  Acton, p. 85
96. ↑  Amory (ed.), p. 346
97. ↑  Hastings, pp. 219–20
98. ↑  Mosley (ed.), pp. 381–82
99. ↑  Ross, Alan S.C.  (PDF). Neuphilologische Mitteilungen. 1954: 113–49. （原始内容 (PDF)存档于2017-08-19）.
100. 1 2  Hastings, pp. 223–25
101. ↑  Mitford, Nancy. . Encounter. September 1955: 11–15.
102. 1 2  Thompson 2003
103. ↑  Thompson 2003，第297頁
104. ↑  Waugh, Evelyn. . Encounter. December 1955: 11–16.
105. ↑  Acton, p. 99
106. ↑  Lovell, pp. 452–53
107. 1 2 3  Hastings, pp. 215–17
108. ↑  Hastings, pp. 213–14
109. ↑  Lovell, p. 455
110. ↑  Hastings, p. 226
111. ↑  Hastings, pp. 227–30
112. ↑  Acton, p. 143
113. ↑  Hastings, pp. 236–38
114. ↑  Acton, p. 173
115. ↑  Lovell, p. 485
116. ↑  Hastings, pp. 242–44
117. ↑  Hastings, p. 247
118. ↑  Hastings, p. 255
119. ↑  Acton, p. 25
120. ↑  Acton, p. 26
121. ↑  Blain et al, p. 747
122. ↑  Drabble (ed.), p. 657
123. 1 2  Cooke, Rachel. . The Guardian. 23 December 2011  [20 June 2016]. （原始内容存档于2022-11-02）.
124. ↑  Acton, p. 59
125. ↑  Heller, Zoë. . The Daily Telegraph. 8 March 2010  [20 June 2016]. （原始内容存档于2022-11-02）.
126. ↑  Hastings, p. 129
127. ↑  Laing, Olivia. . The Guardian. 21 March 2010  [20 June 2016]. （原始内容存档于2022-12-26）.
128. ↑  Amory (ed.), p. 354
129. ↑  Amory (ed.), pp. 558–59
130. ↑  Quintana, Ricardo. . Wisconsin Studies in Contemporary Literature. Winter 1962, 3 (1): 81–84. JSTOR 1207385. doi:10.2307/1207385.
131. ↑  Amory (ed.), p. 393
132. ↑  Mosley (ed.), p. 412
133. ↑  Acton, p. 167
134. ↑  Walter, Natasha. . The Independent. 2 October 1993  [20 June 2016]. （原始内容存档于18 June 2022）.